# Fatima Zahra Bennacer
Fatima Zahra Bennacer  (arabe : فاطمة الزهراء بناصر), née le 30 octobre 1981 est une actrice marocaine. Elle a commencé sa carrière artistique en 2003 dans le feuilleton télévisé Amoud, et elle a joué dans plusieurs productions. Elle s'est fait connaître à travers la série Une heure en enfer, puis dans le rôle de Sophia, la rebelle dans Aqba Lik durant le mois de Ramadan 2010.

## Filmographie
- 2005 : Attariq Assahih- La voie juste
- 2009 : Nancy et la Bête
- 2013 : La Lune rouge
- 2014 : Secrets d'oreiller
- 2015 : Formatage
- 2015 : Maqtoua men chejra
- 2015 : Hmimou
- 2017 : Ali ya ali
- 2018 : Qoloub Taiha- Les cœurs perdus
- 2019 : Ksar El Bacha

## Discographie
- (ar) Hamam lkhla (حمام لخلا)
- (ar) Goliya (قوليا)
- (ar) Kif nessma (كيف نسمة)
- (ar) Liyam (ليام)
- (ar) baa m3aya (بقا معيا)
- (ar) zahwiya (زاهوية)
- (ar) Frah o ghany (فرح و غني)
- (ar) Maktouaa mn chajra (مقطوع من شجرة)